# Јегарски пашалук
Јегарски пашалук, односно Јегарски ејалет био је једна од административних јединица Османског царства. Формиран је 1596. године, а постојао је до краја 17. века. Укључивао је делове данашњих дражава Мађарске, Србије и Словачке. Седиште пашалука је био град Јегар (Егер).

## Назив пашалука
Пашалук је добио име по административном седишту Јегру (Егеру).
- Име пашалука на старотурском језику је било (Eyâlet-i Egir)
- На данашњем турском језику
- На мађарском језику

## Административна подела
Пашалук је укључивао следеће санџаке:
- Санџак Сегедин (Segedin)
- Санџак Солнок (Sonluk)
- Санџак Сечењ (Seçen)
- Санџак Хатван (Hatvan)
- Санџак Керман (Kerman)
- Санџак Ноград (Nograd)
- Санџак Филек (Filek)

## Демографија
Становништво овог пашалука се састојало од Мађара и Словака (који су живели претежно на северу пашалука), затим Срба (који су живели претежно на југу пашалука), муслимана који су били различитог етничког порекла, Рома и осталих мањих етничких група.